# Elbistan
Elbistan – miasto w Turcji w prowincji Kahramanmaraş.
Według danych na rok 2000 miasto zamieszkiwało 71 500 osób.